# Michele Leonhart
Michele Marie Leonhart (27 de fevereiro de 1956) é uma policial norte-americana e ex-administradora da Drug Enforcement Administration (DEA), Leonhart também serviu como administradora no exercício da DEA. Em 2 de fevereiro de 2010, o presidente Barack Obama nomeou Leonhart para o cargo de administradora.
O mandato de Leonhart como administradora foi marcado com a controvérsia e escândalos, incluindo um escândalo de prostituição, até o final de seu serviço em 2015, ela foi rotulada como aguerrida, quando um grupo bipartidário de legisladores declararam que não tinham confiança em sua liderança.